# HNoMS Valkyrjen
 (juillet 2025).
 (mai 2021).
Le HNoMS Valkyrjen était un destroyer torpilleur de la Marine royale norvégienne, construit au chantier naval F. Schichau à Elbing, en Allemagne. Les fonds pour le navire avaient été recueillis par les femmes de la Norvège et le navire a été nommé Valkyrien en leur honneur. Il était également surnommée Damernes krigsskib (littéralement "Le navire de guerre des demoiselles"). Le navire a eu son premier essai en mer le 11 mai 1896 et a été rapidement approuvé. Il a été achevé à Horten, en Norvège, et livrée au ministre de la Défense à Christiania (Oslo), le 17 mai 1896. Le navire a été ouvert au public pendant deux jours avant de retourner à Horten.
Le Valkyrjen avait un déplacement de 415 tonnes. Ses dimensions étaient de 59,4 × 7,4 × 2,6 mètres et elle avait une vitesse de pointe de 23,2 nœuds. Elle était dirigée par un équipage de 59 personnes. Son armement comprenait deux canons de 76 mm et quatre 37 mm en plus de deux lance-torpilles.
En août 1920, le Valkyrien a effectué des exercices sur la côte ouest avec le Tordenskjold et Harald Haarfagre, et après son retour à Bergen, il a été mis hors service le 27 septembre 1920. En 1922, le Valkyrien a été dépouillé de tous les matériaux réutilisables, puis vendu à la ferraille en 1923.